# Jacob Yakouba
Ne doit pas être confondu avec Yacouba Diallo.
Pour les articles homonymes, voir Diallo.
Jacob Yakouba ou Yacouba de son vrai nom Yakhouba Diallo, né à Tambacounda en 1947 et mort le 4 janvier 2014 à Saint-Louis (Sénégal) est un artiste peintre sénégalais. Ayant pour thème de prédilection la figure féminine africaine, il était surnommé « Le peintre de la femme ».

## Biographie
Jacob Yakouba est issu d'une famille peulh modeste. Son père s'appelait Amadou Oury Diallo et était ancien gardien des travaux public. Doué pour le dessin, il dessine déjà tout petit, sur des bouts de papiers, des cartons, des contre plaqués ainsi que sur les murs de son quartier. Il est inscrit à l’école primaire Dépôt de Tambacounda, et poursuit des études secondaires au lycée technique Maurice Delafosse à Dakar. Passionné par la musique, il suit des cours assidus de guitare avec son frère Ibrahima Diallo. Après la mort de son père en 1969 et celui de sa mère en 1970, Jacob Yakouba qui se trouve parmi les animateurs de la grève de 1968, laisse tomber ses études et se consacre en grande partie à la musique.

### Vie privée
Sélectionné pour être le soliste d'un groupe de musique, il s'installe à Saint-Louis du Sénégal en 1971 et rencontre l’animatrice, comédienne Marie Madeleine Diallo (née Valfroy) qu'il épouse le 15 septembre 1973. Ensemble, ils deviendront parents de deux enfants.

## Carrière
Formé à l'École supérieure d'art et de design de Reims, Jacob Yakouba est reconnu comme un des plus grands peintres africains de sa génération. Adepte de l’école de Dakar, il fit de nombreuses expositions, aussi bien en Afrique qu’en Occident. Utilisant principalement la toile comme support artistique, l’artiste employa dans ses peintures la technique de l’aplat puis de la sépia pour faire naître de sensuels portraits de femmes. Il réalisa plusieurs cartons destinés aux Manufactures sénégalaises des arts décoratifs. Deux toiles tissées ont fait sa renommée internationale : « Rendez-vous au Soleil » et « Belle Jalouse et Coléreuse ». La plupart ont été vendues ou offertes à de hautes personnalités ou de grandes institutions : Assemblée parlementaire paritaire, musée du Septennat de Château-Chinon, Assemblée nationale du Sénégal. La plus grande « Rendez-vous au Soleil » (10 m²) fut exposée à l'Aéroport international Hartsfield-Jackson d'Atlanta aux États-Unis.

### Ascension
À 19 ans, il remporte le prix du premier Festival mondial des arts nègres organisé par le Sénégal en 1966. Arrivé à Saint-Louis, Jacob Yakouba intègre le groupe African Group créé par de jeunes musiciens Saint-Louisiens. Il quitte l'aventure la même année pour se consacrer exclusivement à sa plus grande passion, la peinture. Il tient sa première exposition professionnelle au Centre culturel français de Saint-Louis. Dès lors il est souvent invité à Dakar pour multiplier ses expositions et se fait une place parmi les grands peintres du pays,. Des chefs d’état comme Léopold Sédar Senghor ou Oumar Bongo le sollicitent pour leur collection personnelle. Afrique, Europe, Amériques, ses toiles s'exposent à travers le monde dans de grandes galeries d'art. Il réalise aussi des fresques pour les ambassades et de grands hôtels. 

## Récompenses
- 1966 : Prix Peinture Festival mondial des arts nègres[3]

## Anecdotes
En 2011, sa ville natale de Tambacounda inaugura la salle d'activités créatrices du collège Moriba Diakité du nom de l'artiste,.
En 2012 la cinéaste sénégalaise Fatou Kandé Senghor consacre un documentaire sur le peintre intitulé Le Retour de l'éléphant
Le nom de l'artiste est souvent orthographié « Jacob Yacouba » par la presse alors que les toiles sont signées « Jacob Yakouba ». La raison est assez inexpliquée.

## Expositions
- 1971 - Illustration Taliff Théâtre national Daniel-Sorano de Dakar
- 1973 - Exposition au Centre culturel français de Saint-Louis
- 1975 - Club House de la C.S.S de Richard Toll
- 1976 - Galerie municipale de Toulon
- 1976 - Maison du Cadre à Avignon
- 1976 - Beaux-Arts de Reims
- 1976 - Maison de la Culture André Malraux de Reims
- 1977 - Galerie municipale Vitry-sur-Seine
- 1977 - Réalisation d’une fresque pour l’UCPA à Vars
- 1977 - Cité des artistes contemporains du Château Montsauve
- 1977 - Musées royaux d'art et d'histoire de Bruxelles
- 1981 - Galerie d'art contemporain de Dakar
- 1982 - Institut français de Dakar - Galerie 39
- 1985 - Galerie nationale d’art de Dakar
- 1987 - Musée dynamique de Dakar[7]
- 1987 - Galerie Estuaire de Douala
- 1988 - Réalisation Musée maritime de Bonanjo de Douala
- 1988 - Sofitel Mont Fébé à Yaoundé
- 1989 - Galerie Espace Gorée
- 1989 - Institut français de Dakar - Galerie 39
- 1989 - Galerie nationale d’art de Dakar
- 1990 - Galerie Ko Fu Sofitel de Lomé
- 1990 - Galerie GO à Abidjan
- 1992 - Biennale de l'art africain contemporain de Dakar[11]
- 1993 - Musée Théodore-Monod d'art africain de Dakar
- 1996 - Galerie nationale d’art de Dakar
- 1998 - Hôtel Ivoire d'Abidjan
- 2001 - Galerie de l'Élysée de Lyon Artistes sénégalais de St-Louis[11]
- 2005 - Musée national d'art africain à Washington[12].
- 2010 - Biennale de l'art africain contemporain I.S.M à Saint-Louis
- 2013 - Galerie nationale d’art de Dakar